# Labeo cyclorhynchus
Labeo cyclorhynchus är en fiskart som beskrevs av Boulenger, 1899. Labeo cyclorhynchus ingår i släktet Labeo och familjen karpfiskar. IUCN kategoriserar arten globalt som livskraftig. Inga underarter finns listade i Catalogue of Life.